# Вилзени
Ви́лзени (латыш. Vilzēni) — населённый пункт в Лимбажском крае Латвии. Административный центр Браславской волости. Находится у региональной автодороги P15 (Айнажи — Матиши). По данным на 2017 год, в населённом пункте проживало 130 человек. Есть волостная администрация, народный дом, библиотека, детский сад, фельдшерский и акушерский пункт, почтовое отделение, магазины, АЗС.

## История
Ранее в селе располагалось поместье Вилзенгоф.
В советское время населённый пункт входил в состав Браславского сельсовета Лимбажского района. В селе располагалась центральная усадьба колхоза «Ленина цельш».